# Кларк (округ, Індіана)
Шаблон:StateAbbr_ 38°29′ пн. ш. 85°43′ зх. д. / 38.48° пн. ш. 85.72° зх. д.
Округ Кларк (англ. Clark County) — округ (графство) у штаті Індіана, США. Ідентифікатор округу 18019.

## Історія
Округ утворений 1801 року.

## Демографія
За даними перепису
2000 року
загальне населення округу становило 96472 осіб, зокрема міського населення було 73655, а сільського — 22817.
Серед мешканців округу чоловіків було 46930, а жінок — 49542. В окрузі було 38751 домогосподарство, 26541 родин, які мешкали в 41176 будинках.
Середній розмір родини становив 2,95.
Віковий розподіл населення поданий у таблиці:
| Стать    | До 15 років | 15-21 | 22-29 | 30-39 | 40-49 | 50-65 | 65-85 | Понад 85 |
| -------- | ----------- | ----- | ----- | ----- | ----- | ----- | ----- | -------- |
| Чоловіки | 9969        | 4542  | 5367  | 7405  | 7455  | 7445  | 4386  | 361      |
| Жінки    | 9521        | 4251  | 5295  | 7391  | 7770  | 8184  | 6176  | 954      |

## Суміжні округи
- Джефферсон — північ
- Трімбл, Кентуккі — північний схід
- Олдем, Кентуккі — схід
- Джефферсон, Кентуккі — південь
- Флойд — південний захід
- Вашингтон — захід
- Скотт — північний захід

## Виноски
1. ↑  US Decennial Census. US Census Bureau. Архів оригіналу за 26 квітня 2015. Процитовано 10 липня 2014.
2. ↑  Historical Census Browser. University of Virginia Library. Архів оригіналу за 11 Серпня 2012. Процитовано 10 липня 2014.
3. ↑  Population of Counties by Decennial Census: 1900 to 1990. US Census Bureau. Архів оригіналу за 4 Жовтня 2014. Процитовано 10 липня 2014.
4. ↑  Census 2000 PHC-T-4. Ranking Tables for Counties: 1990 and 2000 (PDF). US Census Bureau. Архів оригіналу (PDF) за 18 Грудня 2014. Процитовано 10 липня 2014.
5. ↑  Clark County QuickFacts. US Census Bureau. Архів оригіналу за 24 лютого 2016. Процитовано 17 вересня 2011.(англ.) Наведено за англійською вікіпедією.
6. ↑  American FactFinder. Бюро перепису населення США. Архів оригіналу за 29 липня 2011. Процитовано 31 січня 2008.

| США | Це незавершена стаття з географії США. Ви можете допомогти проєкту, виправивши або дописавши її. |